# いってらっしゃ〜い! (ラジオ番組)
いってらっしゃ〜い!は、2004年10月4日から2006年9月29日までアール・エフ・ラジオ日本で平日6:30 - 9:00に放送されていたワイド番組である。

## 概要
- この番組は日本テレビの女性アナウンサー（当時アール・エフ・ラジオ日本に出向していたアナウンサー含む）が出演しているもので、主として最新のニュースや情報を中心に取り上げていた。
- それまでは日中の音楽番組「日テレラジオ 女子アナミュージックミュージアム」「ミューミューランチBOX」という番組で日テレの女性アナがパーソナリティを務めていたが、2004年10月度の番組改編により「日テレの女性アナ枠」としては早朝に移動した。
- なお同局では「いってらっしゃ～い！」が終了した2006年10月以降は、日本テレビのアナウンサーがパーソナリティを務める生ワイド番組は放送されていない。ただし、2011年10月現在日本テレビのアナウンサーが交代で出演する番組「テレアナランド」（毎週土曜日8:45～9:00）が放送されている。

## 出演者
- 月・火・水曜　延友陽子（2005年4月から2006年9月までアール・エフ・ラジオ日本出向）
- 木・金曜　古市幸子

## タイムテーブル
- 6:30　オープニング
- 6:40　朝いち1MINUTE　NEWS
- 6:45　交通情報
- 6:52　NEWS JAM PART1
- 6:57　相対性星占い
- 7:03　読売新聞ニュース・天気予報
- 7:08　交通情報
- 7:11　日本のお気に召し
- 7:15　いってら WORLD NEWS
- 7:22　天気予報（麻布台のラジオ日本東京支社スカイテラスから）
- 7:25　交通情報・通勤情報（首都圏のJR線の運行状況）・フライトインフォメーション
- 7:30　朝いち1MINUTE　NEWS

## 過去の出演者
- 山下美穂子（～2005年3月まで　当時ラジオ日本出向）
- 河本香織 （～2005年6月まで）

| ラジオ日本 平日朝の情報番組 | ラジオ日本 平日朝の情報番組 | ラジオ日本 平日朝の情報番組     |
| 前番組                      | 番組名                      | 次番組                          |
| --------------------------- | --------------------------- | ------------------------------- |
| 若林健治のスポーツタイプ    | いってらっしゃ〜い          | 立川こしらのガッテン!こしらじお |